# Augusto Pierantoni
Augusto Pierantoni (* 24. Juni 1840 in Chieti; † 12. März 1911 in Rom) war ein italienischer Jurist und Politiker. Er wirkte unter anderem als Professor an verschiedenen italienischen Universitäten und als Senator. Darüber hinaus war er 1873 an der Gründung des Institut de Droit international (Institut für Völkerrecht) beteiligt.

## Leben
Augusto Pierantoni war zunächst Ministerialsekretär in Turin und später Professor für Verfassungsrecht sowie internationales Recht an den Universitäten Modena (ab 1865), Neapel (ab 1871) und Rom (ab 1876). Darüber hinaus wurde er 1883 Mitglied des italienischen Senats. Im Jahr 1885 vertrat er sein Heimatland auf der Pariser Konferenz über die Schifffahrt im Sueskanal.
Zusammen mit zehn anderen Juristen aus verschiedenen Ländern gründete er im September 1873 in der belgischen Stadt Gent das Institut de Droit international (Institut für Völkerrecht). Ziel dieser bis in die Gegenwart bestehenden Institution, die 1904 mit dem Friedensnobelpreis ausgezeichnet wurde, ist die Weiterentwicklung des internationalen Rechts. Im gleichen Jahr war er aufgrund seiner Verdienste um das Völkerrecht und die internationale Schiedsgerichtsbarkeit selbst für den Preis nominiert worden.
Er war ab 1868 verheiratet mit der Dichterin Grazia Pierantoni-Mancini, einer Tochter des Juristen Pasquale Stanislao Mancini, der ebenfalls an der Gründung des Institut de Droit international beteiligt war und dessen erster Präsident wurde.

## Rechtsphilosophische Ansichten
Augusto Pierantoni sah die Grundlagen des Völkerrechts vor allem in einer Reihe von allgemeinen Prinzipien, zu denen er unter anderem das Nationalitätsprinzip und das Prinzip der Nichteinmischung zählte, und betrachtete deren Verbreitung als Voraussetzungen für den Fortschritt des internationalen Rechts. Dieser Auffassung von einer Entwicklung des Völkerrechts durch eine Wechselwirkung zwischen Ideen und ihrer praktischen Ausgestaltung stand die zur damaligen Zeit im Völkerrecht ebenfalls weit verbreitete rechtspositivistische Sichtweise gegenüber, welche die Basis des Rechts allein in geschriebenen Normen sah.

## Werke (Auswahl)
- Anna di Messina, 1860.

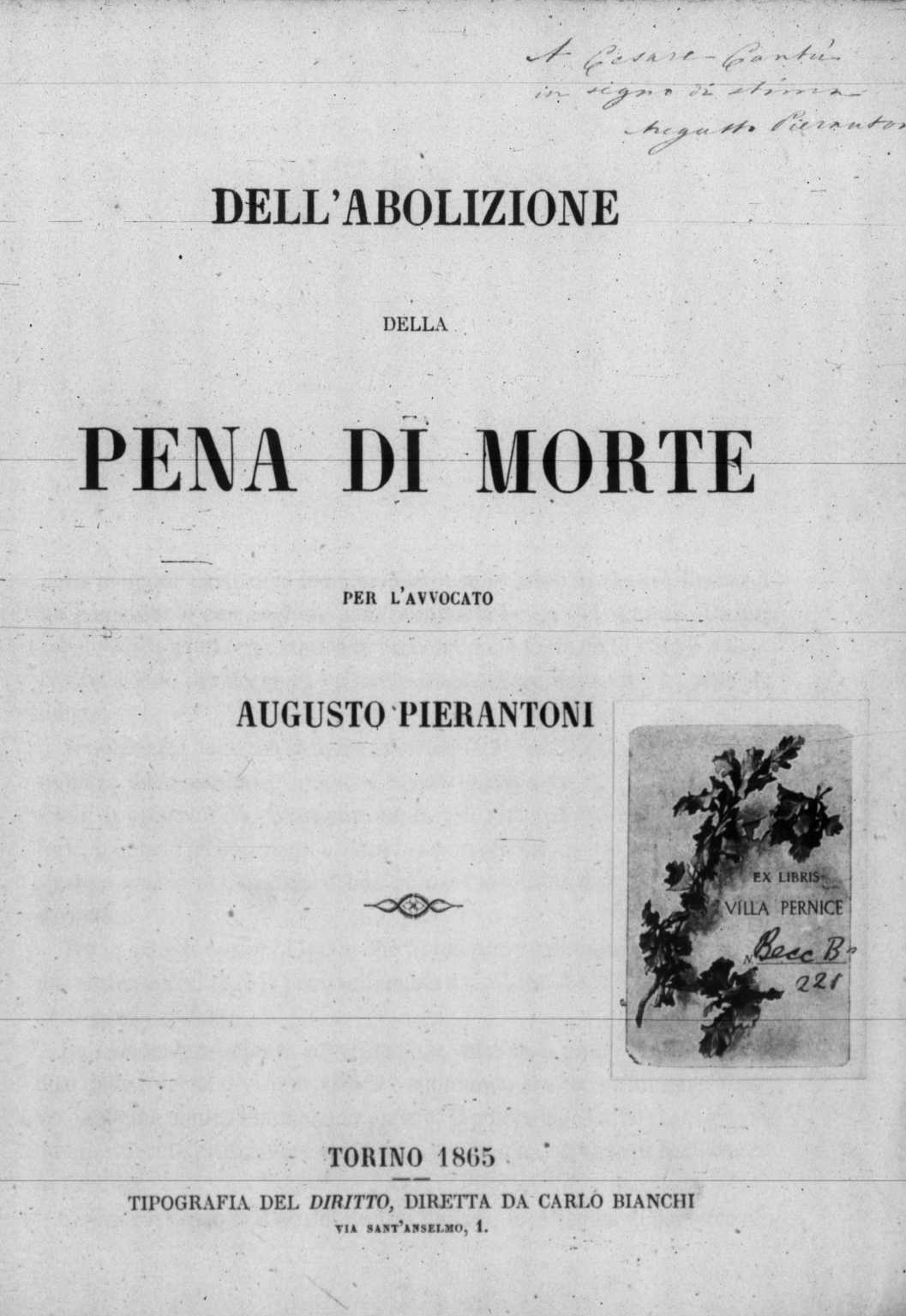
Dell’abolizione della pena di morte, 1865

- Dell’abolizione della pena di morte. Tip. del diritto, Torino 1865 (italienisch, beic.it).
- Il progresso del diritto pubblico e delle genti. Modena 1866; deutsche Ausgabe: Die Fortschritte des Völkerrechts im XIX. Jahrhundert. Vahlen, Berlin 1899
- Il giuramento: storia, legge, politica. Rom 1883
- Die Fortschritte des Völkerrechts im XIX. Jahrhundert. Vahlen, Berlin 1899 (übersetzte Ausgabe)
- Gli avvocati di Roma antica. Zanichelli, Bologna 1900
- Storia degli studi del diritto internazionale in Italia. Firenze 1902